# 光叶山矾
光叶山矾（学名：Symplocos lancifolia）为山矾科山矾属下的一个种。

## 扩展阅读
- 維基物種上的相關：光叶山矾